# Droogbloeier
Droogbloeier (Colchicum ×byzantinum) is een plant uit de herfsttijloosfamilie (Colchicaceae). Deze plant werd in 1601 door Carolus Clusius benoemd, die bollen ervan kweekte die in 1588 uit Konstantinopel kwamen. De grote knol, die vaak als 'droogbloeier' wordt verkocht, kan een twintigtal bloemen geven. De bloemen zijn groter dan die van de herfsttijloos (Colchicum autumnale).
Colchicum ×byzantinum (synoniem: Colchicum autumnale 'Major' hort.), die steriel is, is vermoedelijk een kruising van de soorten Colchicum autumnale en Colchicum cilicicum.
Colchicum ×byzantinum, die op Colchicum cilicicum lijkt, bloeit vroeger dan deze. De helderder lilaroze bloemen hebben purperrode stempels, die de loodrechte, heldergele helmknoppen amper oversteken. Colchicum cilicum heeft purperen stempels, die de horizonaal geplaatste helmknoppen duidelijk oversteken.
In de lente verschijnen de brede, geribde tot 30 cm grote bladeren. De bladeren, die pas in het begin van de zomer verslensen, mag men niet verwijderen, wil men dat de plant opnieuw gaat bloeien. 'Album' is een selectie met witte bloemen met een vleugje roze.

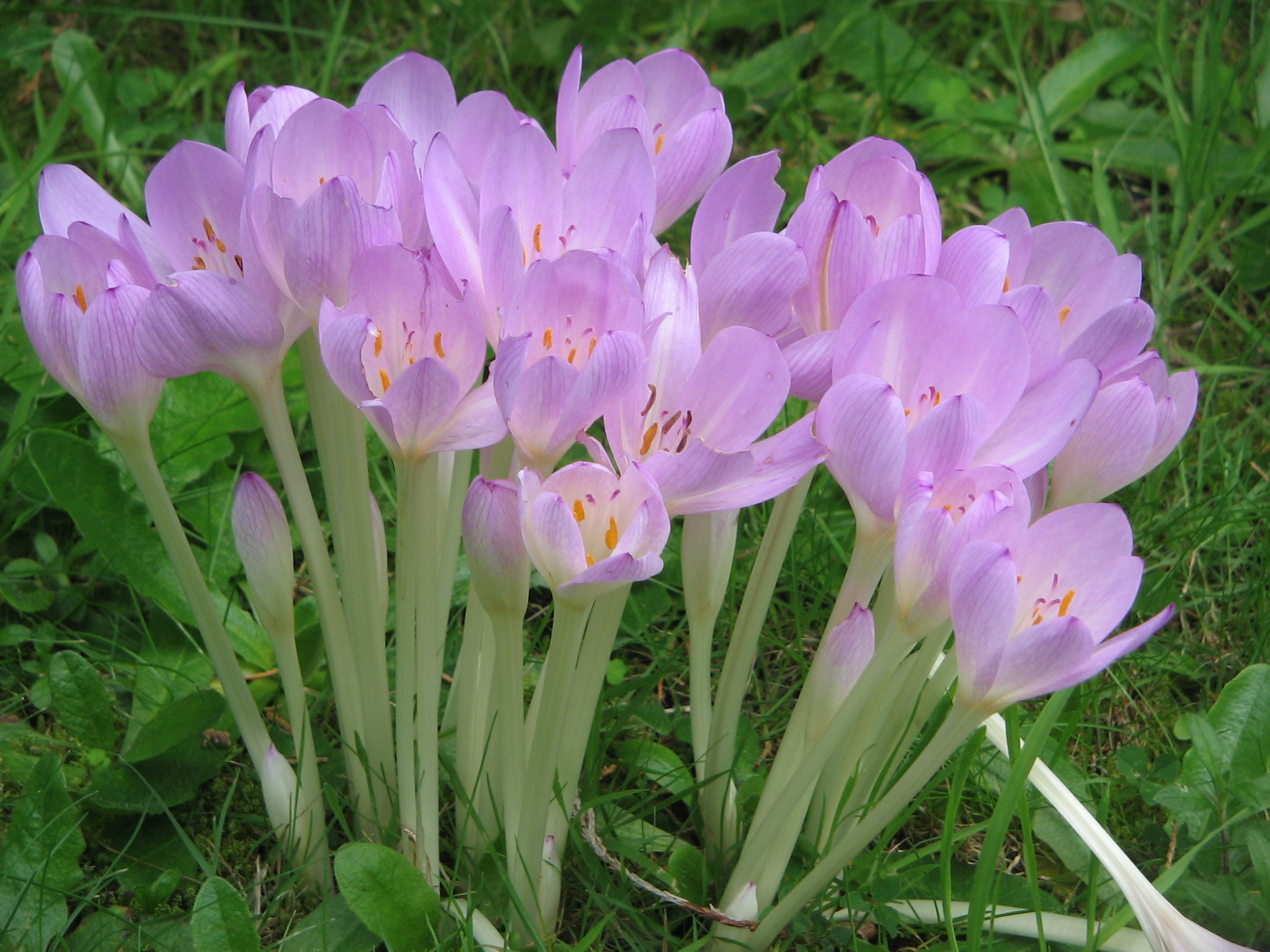
Bloeirijk exemplaar
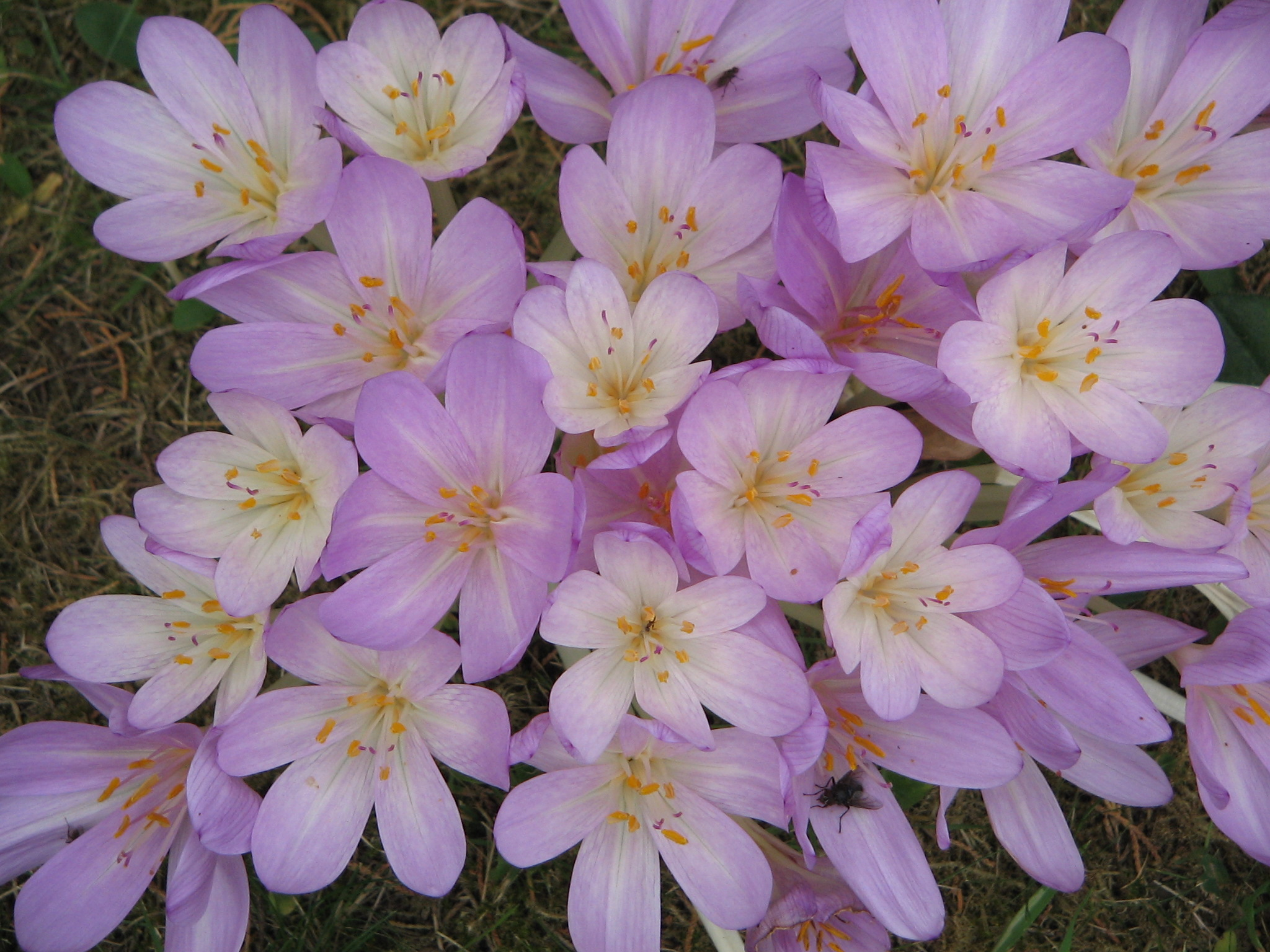
Oud, bloeirijk exemplaar (van bovenaan)
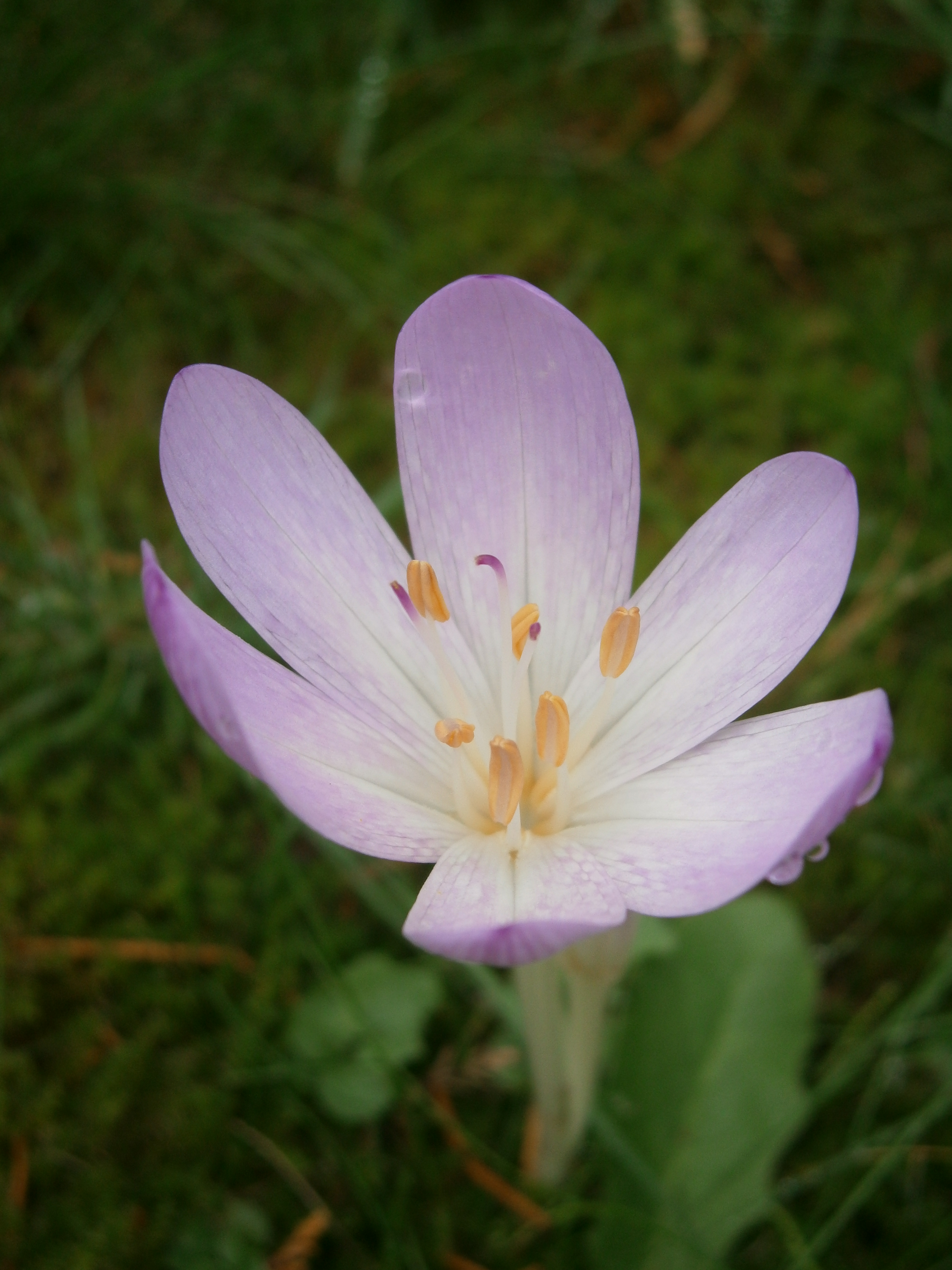
Close-up van een bloem
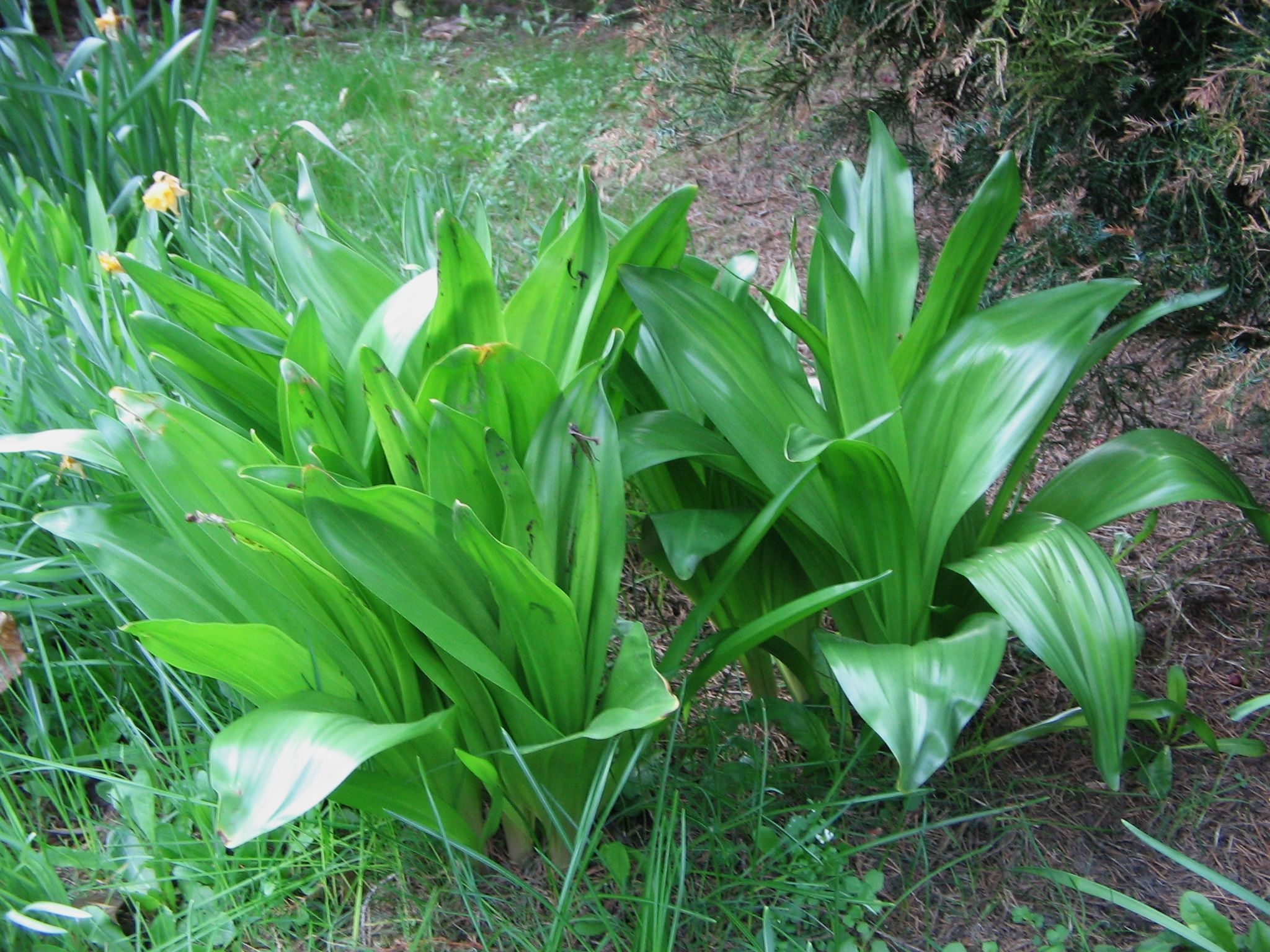
Bladeren in de lente